# Catostomus discobolus
Espèce
Statut de conservation UICN

 LC  : Préoccupation mineure
Catostomus discobolus est une espèce de poissons Cypriniformes présente dans la partie occidentale des États-Unis.

## Description
Catostomus discobolus est un poisson d'environ 40 centimètres. Le sommet de sa tête est de couleur bleutée ce qui explique son nom anglophone (Bluehead sucker). Il est présent dans les états américains du Wyoming, de l'Idaho et de l'Utah. Il est par exemple présent dans la rivière Snake et dans le parc national de Grand Teton.

## Sous-espèces
- Catostomus discobolus discobolus, Cope, 1871;
- Catostomus discobolus jarrovii, Cope, 1874.